# Корнелии
Корне́лии (лат. Cornelii) — один из знаменитейших древнеримских родов, из которого вышло много выдающихся государственных деятелей и полководцев.
Существовали патрицианские и плебейские ветви данного рода, к первым из которых относились: 1) Малугинены, в течение первых столетий давшие республике целый ряд консулов и военных трибунов, и вымершие к III веку до н. э.; 2) Сципионы; 3) Руфины и Суллы, в том числе и знаменитый диктатор и полководец (См. Луций Корнелий Сулла); 4) Лентулы; 5) Цетеги (лат. Caethegi), из которых наиболее известен Гай Цетег, сторонник Катилины, казнённый за участие в мятеже; 6) Долабеллы; 7) Цинны, в том числе заговорщик против императора Августа, Гней Цинна. К плебейским Корнелиям принадлежали: 1) Бальбы (лат. Balbi); 2) Галлы (лат. Galli); 3) Маммулы (лат. Mammulae); 4) Мерулы (лат. Merulae) и целый ряд Корнелиев без особого прозвища. Из них особо известен Гай Корнелий, народный трибун 67 до н. э., проведший ряд реформ против оптиматов, клиент Цицерона в процессе по обвинению в оскорблении величества.
Корнелиями также называли десять тысяч рабов, отпущенных на волю Луцием Корнелием Суллой. Это были рабы проскрибированных римских граждан (включённых в списки врагов отечества и убитых в ходе сулланского террора). Эти бывшие рабы, отпущенники-Корнелии, влились в римскую толпу и стали надёжной опорой сулланской диктатуры.

## Патрицианские семьи рода

### Корнелии Малугинские
- Сервий Корнелий Малугинский — консул в 485 году до н. э.
- Луций Корнелий Малугинский Уритин — консул в 459 году до н. э.
- Марк Корнелий Малугинский — член второй коллегии римских децемвиров для написания законов, один из децемвиров, создавших в ранней Римской республике Законы Двенадцати таблиц
- Марк Корнелий Малугинский — консул в 436 году до н. э.
- Публий Корнелий Малугинский — Военный трибун с консульской властью в 404 году до н. э.
- Марк Корнелий Малугинский — цензор-суффект в 393 году до н. э.
- Сервий Корнелий Малугинский — Военный трибун с консульской властью в 386, 384, 382, 380, 376, 370 и 368 годах до н. э.
- Марк Корнелий Малугинский — Военный трибун с консульской властью в 369 и 367 годах до н. э.
- Сервий Корнелий Малугинский — начальник конницы при диктаторе Тите Квинкции Капитолине Криспине

### Корнелии Коссы и Арвины
- Сервий Корнелий Малугинский Косс — консул в 485 году до н. э.
- Сервий Корнелий Косс — Военный трибун с консульской властью в 434 году до н. э.
- Авл Корнелий Косс (консул 428 года до н. э.) — известный римский полководец времён ранней Республики, Военный трибун с консульской властью в 437 или в 426 году до н. э., консул в 428 году до н. э., убил царя одного из этрусских городов — Вейев Ларса Толумния
- Публий Корнелий Косс — Военный трибун с консульской властью в 415 году до н. э.
- Гней Корнелий Косс — Военный трибун с консульской властью в 414 году до н. э. и консул в 409 году до н. э.
- Авл Корнелий Косс (консул 413 года до н. э.) — консул в 413 году до н. э.
- Публий Корнелий Косс — Военный трибун с консульской властью в 408 году до н. э.
- Публий Корнелий Косс (диктатор) — диктатор в 408 году до н. э. и Военный трибун с консульской властью в 406 году до н. э.
- Гней Корнелий Косс (трибун) — Военный трибун с консульской властью в 406, 404 и 401 гг. до н. э.
- Публий Корнелий Косс — Военный трибун с консульской властью в 395 году до н. э.
- Авл Корнелий Косс (диктатор) — диктатор в 385 году до н. э.
- Авл Корнелий Косс (военный трибун 369 года до н. э.) — Военный трибун с консульской властью в 369 и 367 гг. до н. э.
- Авл Корнелий Косс Арвина — консул в 343 и 332 гг. до н. э. и диктатор в 322 году до н. э.
- Публий Корнелий Арвина — консул в 306 и 288 гг. до н. э. и цензор 294 года до н. э.

### Корнелии Сципионы
Одна из самых известных ветвей рода.
- Публий Корнелий Сципион — основатель ветви, начальник конницы при диктаторе Марке Фурие Камилле, консулярный трибун в 395 и 394 до н. э.;
- Публий Корнелий Сципион — один из первых курульных эдилов в 366 до н. э. и начальник конницы при диктаторе Луцие Фурии Камилле;
- Луций Корнелий Сципион — консул в 350 до н. э.;
- Луций Корнелий Сципион Барбат — консул в 298 до н. э.;
- Гней Корнелий Сципион Азина — консул в 260 и 254 до н. э., участник Первой Пунической войны;
- Луций Корнелий Сципион — консул в 259 и цензор в 258 до н. э.;
- Публий Корнелий Сципион Азина — консул в 221 до н. э.;
- Гней Корнелий Сципион Кальв — консул в 222 до н. э.;
- Публий Корнелий Сципион — консул в 218 до н. э., военачальник времён Второй Пунической войны, сражался с Ганнибалом;
- Публий Корнелий Сципион Африканский — самый известный представитель рода Сципионов. Консул в 205 и 194 до н. э., победитель карфагенского полководца Ганнибала Баркида, окончив, тем самым, 2-ю Пуническую войну;
- Луций Корнелий Сципион Азиатский — брат предыдущего, также консул (в 190 до н. э.), участник войны с сирийским царём Антиохом III Великим;
- Публий Корнелий Сципион — старший сын Публия Корнелия Сципиона Африканского, историк;
- Марк Корнелий Сципион — претор 176 года до н. э[1]. Будучи недоволен доставшейся ему по жребию Дальней Испанией и затягивая отъезд в неё, требовал от сената согласия на совершение положенных жертвоприношений[2];
- Луций Корнелий Сципион — младший сын Публия Корнелия Сципиона Африканского, претор в 174 до н. э.;
- Корнелия — дочь Публия Корнелия Сципиона Африканского, мать римских реформаторов, братьев Гракхов;
- Гней Корнелий Сципион Гиспалл — консул 176 до н. э.;
- Луций Корнелий Сципион — квестор в 167 до н. э.;
- Публий Корнелий Сципион Назика Коркул — консул 162 и 155 до н. э., цензор в 159 до н. э.;
- Публий Корнелий Сципион Эмилиан — знаменитый полководец, окончательно уничтоживший Карфаген как город, и как государство в ходе 3-й Пунической войны, консул 147 и 134 до н. э., цензор в 142 до н. э., по рождению — из рода Эмилиев Павлов;
- Гней Корнелий Сципион — претор в 139 до н. э.;
- Публий Корнелий Сципион Назика Серапион — консул в 138 до н. э., кроме того, был великим понтификом;
- Публий Корнелий Сципион Назика Серапион — консул в 111 до н. э., сын предыдущего;
- Публий Корнелий Сципион Назика — претор в 94 до н. э.;
- Гней Корнелий Сципион — претор около 109 года до н. э.;
- Луций Корнелий Сципион Азиатик — консул 83 до н. э.;
- Гней Корнелий Сципион — промагистрат, управлявший Цизальпийской Галлией в 67 году до н. э[3].;
- Корнелий Сципион Помпониан — первый муж Скрибонии Либоны, которая вторично вышла замуж за будущего императора Августа;
- Публий Корнелий Сципион — консул 16 до н. э.;
- Сервий Корнелий Сципион Сальвидиен Орфит — консул 51 г.;
- Публий Корнелий Сципион — консул 56 г.;
- Сервий Корнелий Сципион Сальвидиен Орфит — консул-суффект 82 г.;
- Сервий Корнелий Сципион Сальвидиен Орфит — консул 110 г.;
- Сервий Корнелий Сципион Сальвидиен Орфит — консул 149 г.;
- Сервий Корнелий Сципион Сальвидиен Орфит — консул 178 г.

### Корнелии Лентулы
- Луций Корнелий Лентул — консул в 327 году до н. э. и диктатор в 320 году до н. э.
- Сервий Корнелий Лентул — консул в 303 году до н. э.
- Луций Корнелий Лентул Кавдин — консул в 275 году до н. э.
- Луций Корнелий Лентул — консул в 237 году до н. э.
- Публий Корнелий Лентул — консул в 236 года до н. э.
- Публий Корнелий Лентул — претор в 214 году до н. э.
- Гней Корнелий Лентул — консул в 201 году до н. э.
- Луций Корнелий Лентул — консул в 199 году до н. э.
- Сервий Корнелий Лентул — претор Сицилии в 169 году до н. э.
- Публий Корнелий Лентул — консул в 162 году до н. э.
- Публий Корнелий Лентул Кавдин — претор.
- Луций Корнелий Лентул — консул в 130 году до н. э.
- Гней Корнелий Лентул — консул в 146 году до н. э.
- Сервий Корнелий Лентул — проконсул, предположительно, Азии около 110 года до н. э[4].
- Публий Корнелий Лентул Марцеллин — монетарий около 100 года до н. э.
- Гней Корнелий Лентул — консул в 97 году до н. э.
- Публий Корнелий Лентул Марцеллин — пропретор Киренаики в 75—74 гг. до н. э.
- Гней Корнелий Лентул Клодиан — консул в 72 году до н. э.
- Публий Корнелий Лентул Сура — консул в 71 году до н. э., участник заговора Катилины, казнён 5 декабря 63 года до н. э.
- Гней Корнелий Лентул Клодиан — претор в 59 года до н. э.
- Публий Корнелий Лентул Спинтер — консул в 57 году до н. э.
- Гней Корнелий Лентул Марцеллин — консул в 56 году до н. э.
- Публий Корнелий Лентул Марцеллин — монетный триумвир в 50 году до н. э.
- Луций Корнелий Лентул Крус — консул в 49 году до н. э.
- Луций Корнелий Лентул Крусцеллион — претор в 44 году до н. э.
- Луций Корнелий Лентул — консул-суффект в 38 году до н. э.
- Публий Корнелий Лентул Спинтер — участник заговора против Гая Юлия Цезаря
- Гней Корнелий Лентул — квестор Ахайи в 29 году до н. э.
- Луций Корнелий Лентул Марцеллин — пасынок Августа
- Гней Корнелий Лентул — консул в 18 году до н. э.
- Публий Корнелий Лентул Марцеллин — консул в 18 году до н. э.
- Луций Корнелий Лентул — консул в 3 году до н. э.
- Косс Корнелий Лентул — консул 1 года до н. э.
- Публий Корнелий Лентул Сципион — консул-суффект 2 года н. э.
- Сервий Корнелий Лентул — консул-суффект в 10 году н. э.
- Публий Корнелий Лентул Сципион — консул-суффект в 24 году н. э.
- Косс Корнелий Лентул — консул в 25 году н. э.
- Гней Корнелий Лентул Гетулик — консул в 26 году н. э.
- Публий Корнелий Лентул — консул в 27 году н. э.
- Луций Корнелий Лентул Сципион — консул-суффект в 27 году н. э.
- Гней Корнелий Лентул Гетулик — консул-суффект в 55 году н. э.
- Косс Корнелий Лентул — консул в 60 году н. э.

### Корнелии Руфины иСуллы
- Публий Корнелий Руфин (ум. после 333 до н. э.), диктатор в 333 году до н. э.;
- Публий Корнелий Руфин (ок. 320 — после 275 до н. э.), двукратный консул Республики (в 290 и 277 годах до н. э.), предполагаемый сын предыдущего;
- Публий Корнелий Руфин Сулла (III в. до н. э.), первый носитель агномена «Сулла» (Sulla), занимавший должность фламина Юпитера (ок. 275—250 до н. э.);
- Публий Корнелий Сулла Руф Сивилла (ум. после 211 до н. э.), претор в 212 году до н. э.;
- Публий Корнелий Сулла (ум. после 180 до н. э.), претор в 186 до н. э.;
- Сервий Корнелий Сулла (ум. после 167 до н. э.), претор 175 года до н. э.;
- Публий Корнелий Сулла (II в. до н. э.), сын претора 186 до н. э.;
- Луций Корнелий Сулла (ум. 124/122 до н. э.), второй сын претора 186 года до н. э.;
- Луций Корнелий Сулла Феликс (ок. 138—78 до н. э.), двукратный консул Республики (в 88 и 80 гг. до н. э.), диктатор в 82—79 годах. Знаменитый римский политический и государственный деятель, захватил власть в Риме, одолев в гражданских войнах 80-х годов до н. э. своего соперника за власть — Гая Мария;
- Фауст Корнелий Сулла (не позже 84 — 46 до н. э.), квестор 54 года до н. э., родной сын предыдущего. В очередной гражданской войне (49—45 до н. э.) Фавст был сторонником Помпея;
- Сервий Корнелий Сулла (II в. до н. э.), брат диктатора;
- Публий Корнелий Сулла (ум. 46 до н. э.), племянник диктатора и знакомый Марка Туллия Цицерона, занимавший не позднее 68 года до н. э. должность претора. В 66 году он выдвинул свою кандидатуру в консулы и победил по итогам голосования, но сын его конкурента, Луция Манлия Торквата, привлёк Публия к суду по обвинению в нарушении избирательного законодательства. В итоге его избрание было аннулировано, а он сам потерял право впредь баллотироваться на какие-либо магистратуры;
- Сервий Корнелий Сулла (ум. после 63 до н. э.), племянник диктатора и участник заговора Луция Сергия Катилины;
- Луций Корнелий Сулла (ум. после 5 до н. э.), ординарный консул Империи в 5 году до н. э.;
- Луций Корнелий Сулла Феликс (ум. после 41 до н. э.), ординарный консул в 33 году;
- Фауст Корнелий Сулла Феликс (ок. 22—62), консул Империи 52 года. Убит по приказу императора Нерона в 62 году;
- Нумерий Корнелий Сулла Феликс Фаустул Барбат (II в.), возможный ординарный консул в 150 году;
- Луций Корнелий Сулла (III в.), наместник др.-римской провинции Каппадокия при императоре Элагабале;
- Публий Корнелий Сулла Феликс Сальк Фаустул Барбат Мактатор (III в.), возможный ординарный консул 241 года;
- Потит Корнелий Сулла Феликс Мессала (IV в.), вероятный консул или консул-суффект в 312 году.

### Корнелии Долабеллы
- Публий Корнелий Долабелла (консул 283 года до н. э.) — консул в 283 году до н. э.
- Марк Корнелий Долабелла (претор) — претор в 211 году до н. э., управлял провинцией Сицилией
- Гней Корнелий Долабелла (священный царь) — священный царь в 208—180 гг. до н. э.
- Гней Корнелий Долабелла (консул 159 года до н. э.) — консул в 159 году до н. э.
- Гней Корнелий Долабелла (консул 81 года до н. э.) — консул в 81 году до н. э.
- Гней Корнелий Долабелла (проконсул Македонии) — проконсул Македонии в 80 — 77 гг. до н. э.
- Гней Корнелий Долабелла (проконсул Киликии) — проконсул Киликии в 80 — 79 гг. до н. э.
- Луций Корнелий Долабелла (дуумвир) — корабельный дуумвир в 180—178 гг. до н. э.
- Луций Корнелий Долабелла (проконсул Дальней Испании) — проконсул Дальней Испании в 99 году до н. э.
- Публий Корнелий Долабелла (консул-суффект 44 года до н. э.) — римский военачальник, консул-суффект в 44 году до н. э., супруг дочери Цицерона, Туллии, участвовал в междоусобных войнах последней эпохи Римской республики
- Публий Корнелий Долабелла (претор) — претор в 25 году до н. э.
- Публий Корнелий Долабелла (консул-суффект 35 года до н. э.) — консул-суффект в 35 году до н. э.
- Публий Корнелий Долабелла (консул 10 года) — консул в 10 году н. э.
- Сервий Корнелий Долабелла Петрониан — консул в 86 году н. э.
- Сервий Корнелий Долабелла Метилиан Помпей Марцелл — консул-суффект в 113 году н. э.
- Публий Корнелий Долабелла Квинт Цецилий Ювенций Пет Гай Септимий Клар — римский сенатор в середине III века н. э.

### Корнелии Цетеги
- Марк Корнелий Цетег (консул 204 года до н. э.) — консул в 204 году до н. э.
- Гай Корнелий Цетег (консул 197 года до н. э.) — консул в 197 году до н. э., цензор в 194 году до н. э.
- Публий Корнелий Цетег (консул 181 года до н. э.) — консул в 181 году до н. э.
- Публий Корнелий Цетег (претор 184 года до н. э.) — претор в 184 году до н. э.;
- Луций Корнелий Цетег — его брат
- Марк Корнелий Цетег (консул 160 года до н. э.) — консул в 160 году до н. э.;
- Публий Корнелий Цетег (131/127 — не позже 67 до н. э.), сторонник римского полководца Гая Мария;
- Гай Корнелий Цетег (ум. 63 до н. э.), молодой римский аристократ и пьяница, участник заговора Катилины, после его раскрытия — казнён;
- Сервий Корнелий Цетег — консул в 24 году н. э.
- Марк Гавий Корнелий Цетег — консул в 170 году н. э.

### Корнелии Мерулы
- Луций Корнелий Мерула (ум. после 193 до н. э.), городской претор 198 года до н. э. и консул 193 года до н. э.;
- Гней Корнелий Мерула (ум. после 162 до н. э.), назначен сенатом легатом для урегулирования споров между полисами на Кипре в 162 году до н. э.;
- Луций Корнелий Мерула — курульный эдил в 161 году до н. э.;
- Луций Корнелий Мерула (ум. 87 до н. э.), консул-суффект в 87 году до н. э.;
- Луций Корнелий Мерула (ум. после 54 до н. э.), упоминаемый Марком Теренцием Варроном потомок консуляров[5].

### Корнелии Цинны
- Луций Корнелий Цинна (консул 127 года до н. э.) — консул в 127 году до н. э.
- Луций Корнелий Цинна — консул в 87 — 84 годах до н. э.
- Луций Корнелий Цинна (претор) — претор в 44 году до н. э.
- Корнелия Цинилла — первая жена Гая Юлия Цезаря, мать его единственного законного ребёнка — дочери Юлии
- Луций Корнелий Цинна (консул-суффект 32 года до н. э.) — консул-суффект в 32 году до н. э.
- Гней Корнелий Цинна Магн — консул в 5 году до н. э.
- Луций Корнелий Цинна (квестор) — квестор в I веке до н. э.

### Другие семьи Корнелиев патрицианского происхождения
- Публий Корнелий Калисса — великий понтифик в 332—304 гг. до н. э.
- Сервий Корнелий Меренда — консул в 274 году до н. э.
- Гней Корнелий Блазион — двукратный консул (270 и 257 годы до н. э.) и цензор в 265 году до н. э.
- Публий Корнелий Меренда — неудачливый кандидат в консулы в 217 году до н. э.
- Авл Корнелий Маммула — претор Сардинии в 217 году до н. э.
- Гней Корнелий Блазион — претор на Сицилии в 194 году до н. э.
- Авл Корнелий Маммула — претор Бруттия в 191 году до н. э.
- Публий Корнелий Маммула — претор Сицилии в 180 году до н. э.
- Марк Корнелий Маммула — посол в 173 году до н. э. в Македонию и Египет
- Гней Корнелий — фламин Юпитера в 174 году до н. э.
- Публий Корнелий Блазион — посол к племенам карнов, истров и япидов в 170 году до н. э. и специальный уполномоченный сената в 168 году до н. э.
- Публий Корнелий Блазион — член коллегии монетных триумвиров в период со 169 по 158 годы до н. э., претор в 140-х годах до н. э. Возможно, идентичен предыдущему.
- Гней Корнелий Блазион — член коллегии монетных триумвиров в 112—111 годах до н. э.
- Корнелий Фагита (ум. после 81 до н. э[6].), предводитель сулланского отряда, участвовавший в проскрипционных убийствах бессрочного диктатора[7]. Возможно, позднее примкнул к заговору Катилины[8];
- Луций Корнелий Сизенна (ок. 118—67 до н. э.), историк и политический деятель.
- Корнелий — центурион армии Октавиана, отправленный с посольством к сенату, его полное имя не известно.

## Плебейские семьи рода

### Корнелии Бальбы
- Луций Корнелий Бальб (консул-суффект) — консул-суффект в 40 году до н. э.
- Публий Корнелий Бальб — брат предыдущего
- Луций Корнелий Бальб Младший — сын предыдущего, проконсул Африки в 22 — 21 гг. до н. э.

### Корнелии Галлы
- Гай Корнелий Галл — первый префект новой римской провинции — Египта. Поэт и писатель

### Другие семьи Корнелиев плебейского происхождения
- Корнелий Непот (ок. 100—25 до н. э.), римский историк I в. до н. э., известен по своим произведениям «Анналы» и «О знаменитых людях»;
- Корнелий Тацит (ум. ок. 120), крупнейший латинский историк, автор таких исторических произведений, как «История» и «Анналы», а также несколько небольших произведений («Агрикола» и «Германия»);
- Авл Корнелий Цельс — римский философ и врач I в.;
- Корнелий Фуск — римский генерал и военный при императоре Веспасиане;
- Авл Корнелий Пальма Фронтониан — консул в 99 и 109 гг.;
- Марк Корнелий Фронтон (ок. 100—170), римский грамматик, историк и адвокат;
- Публий Корнелий, сын Публия, Талл (II в[9].), руководитель коллегии мастеровых, имя которого встречается в одной надписи, обнаруженной в Остии[10];
- Гай Юлий Корнелий Павел — префект претория в 218 году, отец жены римского императора Элагабала Юлии Корнелии Паулы;
- Юлия Корнелия Паула — жена римского императора Элагабала.